# Les Cassés
Les Cassés é uma comuna francesa na região administrativa de Occitânia, no departamento de Aude. Estende-se por uma área de 7,28 km². Em 2010 a comuna tinha 300 habitantes (densidade: 41,2 hab./km²).